# Auguste de Meuron

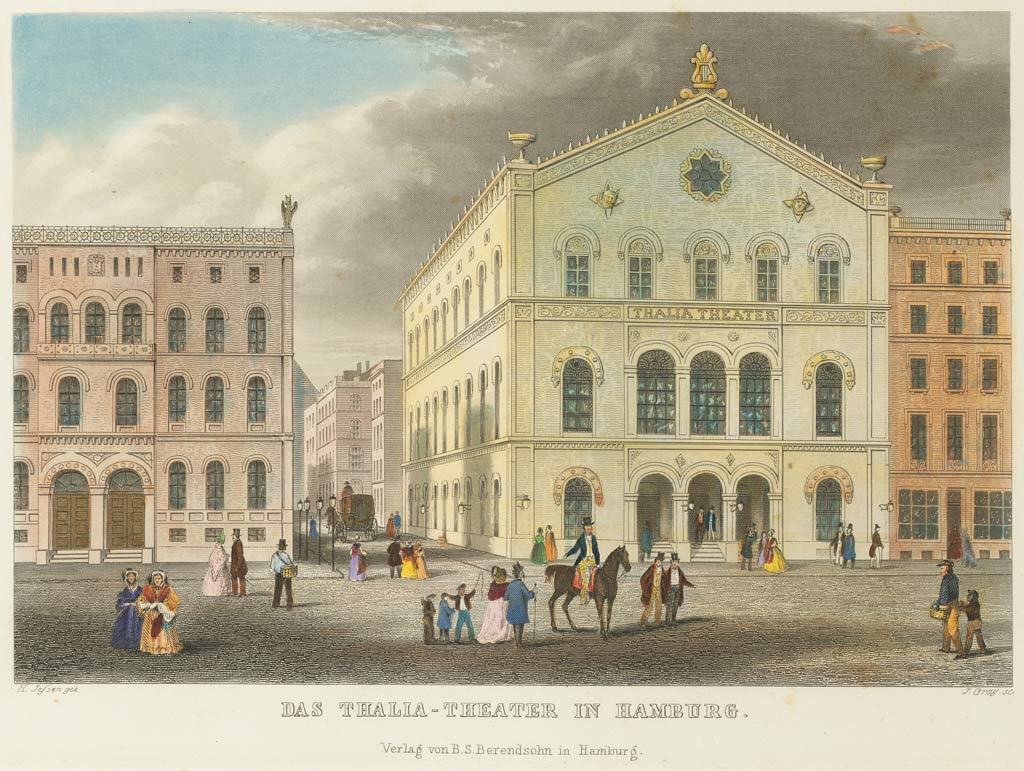
Das alte Thalia-Theater um 1860

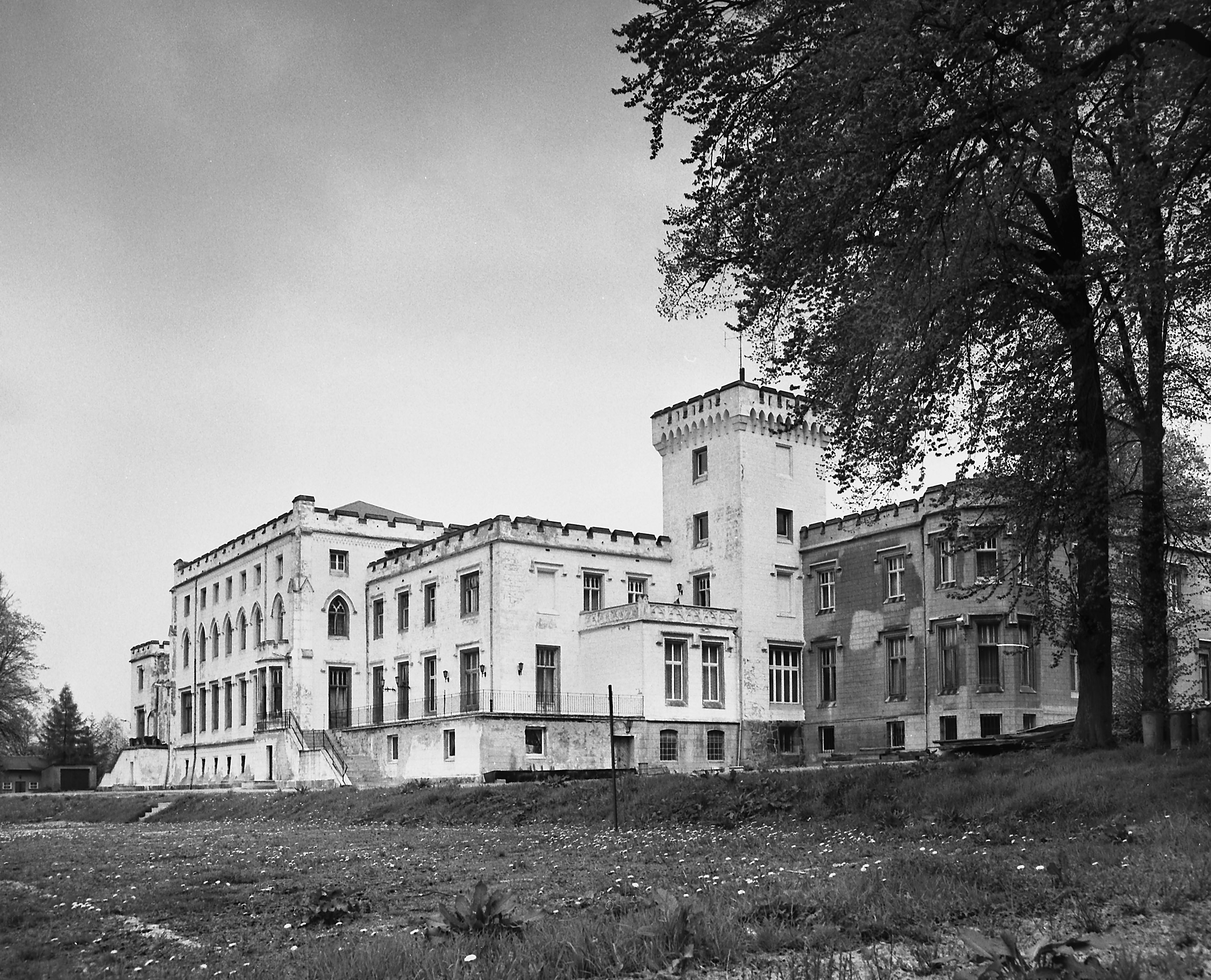
Schloss Varchentin

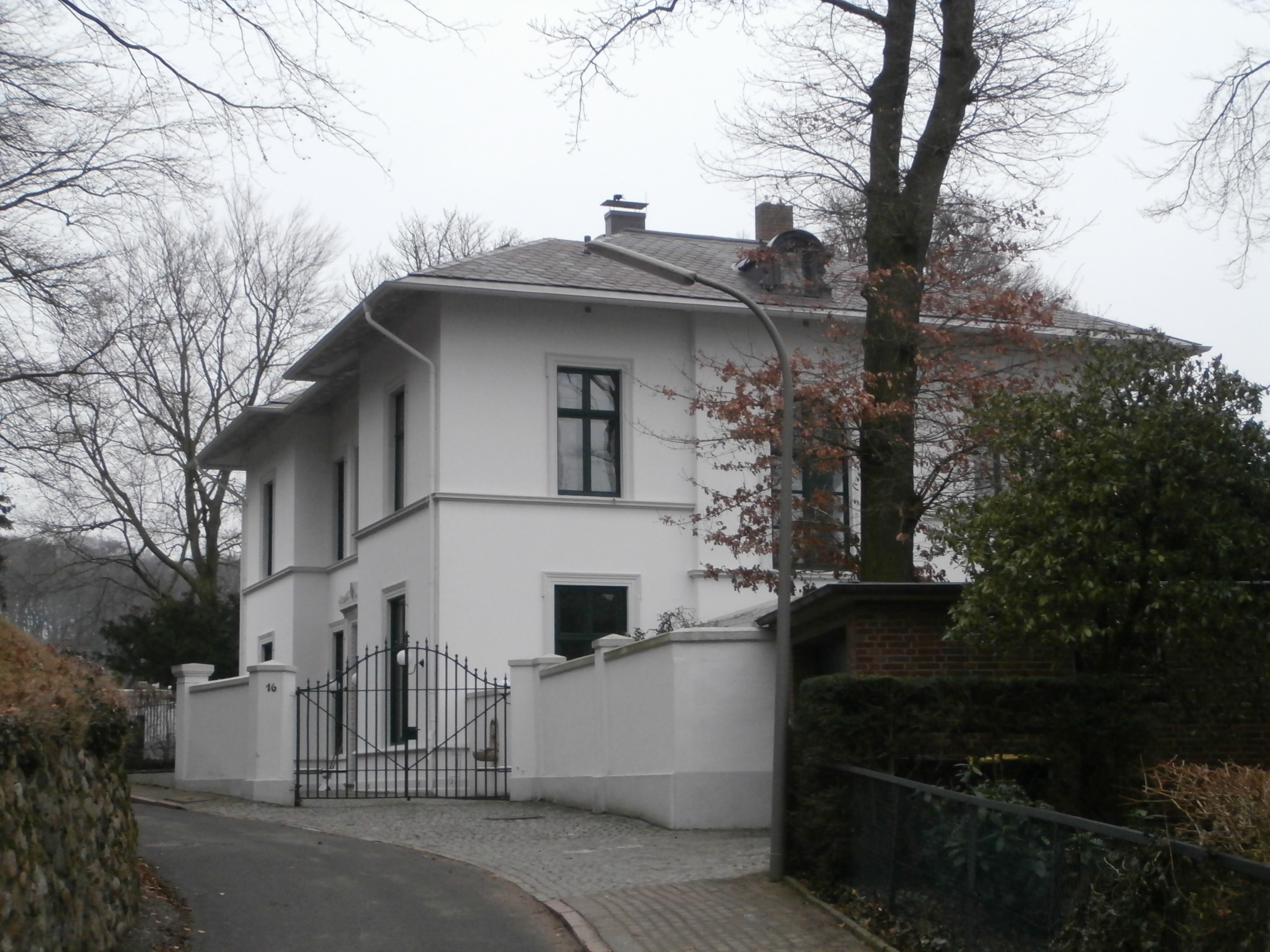
Nach Plänen de Meurons erbautes Landhaus am Mühlenberger Weg in Blankenese.

Auguste de Meuron (* 11. April 1813 in Neuchâtel; † 21. Mai 1898 ebenda) war ein schweizerisch-deutscher Architekt.

## Leben und Wirken
Der Schüler von Achille Leclère kam Ende Juni 1842, kurz nach dem Stadtbrand, nach Hamburg und ließ sich dort als Architekt nieder. Infolge dieser Katastrophe bekam er sogleich viele – private wie städtische – Aufträge.
Am 12. Mai 1848 bekam er das von ihm 1845 beantragte Hamburger Bürgerrecht verliehen. Bis 1868 arbeitete Meuron in Hamburg; u. a. entstanden auch mehrere Bauten in Zusammenarbeit mit seinem Kollegen Franz Georg Stammann. Zu den von Meuron entworfenen Gebäuden zählten u. a. der erste Bau des Thalia Theaters, Gebäude am Jungfernstieg, in den Stadtteilen Eppendorf und Uhlenhorst sowie Landhäuser an der Elbe. Als eines der stattlichsten mecklenburgischen Gutshäuser baute er 1847 im Auftrag des Hamburger Kaufmanns Gottlieb Jenisch das Herrenhaus auf Gut Varchentin. 1854 errang Meuron bei einem Architektenwettbewerb für den Neubau des Rathauses den 2. Preis, nach George Gilbert Scott und vor Bohnstedt. 1858 sammelte Martin Haller erste praktische Erfahrungen in seinem Büro. 
Ende Dezember 1867 wurde de Meuron aus dem Hamburger Bürgerrecht entlassen und verließ mit seiner Tochter Marthe Sophie Hamburg. Er verbrachte den Rest seines Lebens in seiner Heimatstadt Neuchâtel.
Auguste de Meuron ist der Urgroßvater des Architekten Pierre de Meuron.

## Bauten und Projekte (Auswahl)
- 1843 Altes Thalia-Theater, Alstertor, Hamburg
- 1845 Jenischpalais, Großen Bleichen, Hamburg
- 1846 Herrenhaus Godeffroy, Lehmkuhlen
- 1847 Schloss Varchentin, Groß Plasten
- 1851 Wohnhaus Schlubach, Schöne Aussicht Nr. 16, Hamburg (abgebrochen und durch Neubau ersetzt)
- 1856 Ratsstube, Admiralitätstraße
- 1856 Haus W. Gossler, Hamburg-Hoheluft-West
- 1865 Landhaus Mühlenberger Weg 16, Hamburg-Blankenese
- ?    R.Parish'sche Haus, Hermannstraße, Hamburg (abgebrochen)
- ?    Zinggs Hotel, Adolphsplatz, Hamburg
- ?    Speyer- und Alpheus'sches Haus am Rathausmarkt, Hamburg
- ?    Schuldtsches Haus, Hohe Bleichen, Hamburg